# ステップファミリー
ステップファミリーとは、多様な形態があり、家族概念や親子関係概念の広がりに伴って境界線は明確ではないが、少なくとも一人の親が、その親の生物学的な子（「実子」）でない子を含む家族をさす場合が一般的である。他の配偶者・パートナーの実子や養子にある子をもつ家族を含む。

## 概要
成り立ちは様々で、組み合わせによってさまざまなケースのステップファミリーが存在する。法的な婚姻関係にある夫婦や内縁や事実婚関係にある場合を含め、さらに同性婚や同性の事実婚関係まで含め多様な家族関係のもとで、生物学的な親子関係にない子供をもつ家族、その場合でも法的な親子関係を持つ場合もあれば持たない場合の家族も存在する。家族が、同居している場合もあるが同居していない場合もある。これらは包括的にステップファミリーとして表現されえる。再婚の場合のいわゆる「連れ子」が、新しい配偶者と法的に養子縁組をするにせよしないにせよ、新世帯で家族としての実態を持つ場合は多い。また、夫婦や同性婚カップルが、養子を持つ場合もある。

### 日本の現状
結婚した4組に1組が再婚（人口動態調査）。全国のひとり親家庭数は120万世帯を超えていて、一人親家庭は子連れ再婚家庭（ステップファミリー）予備軍である。それにも関わらず、国の再婚家庭に関する調査はなにもなく、この家族の抱える問題点に関しては関心が低く、ステップファミリーという家族形態の認知がまだまだ低いのが現状。しかしながら、ステップファミリーは初婚の家族とは成り立ちが違い、社会の理解や支援が求められている。
支援する団体もほとんどなく、当事者個人がブログなどで自分のストレスを吐き出したり、SNS等で当事者間交流をしていることもあるが、その手段を知らない人、たどり着けない人は孤立して悩みを抱えてしまう。

### 海外の現状
欧米などにはステップファミリーを支援する団体やステップファミリーのためのグループワークや支援プログラムなどもある。またステップファミリーに関する書籍や雑誌なども多く、当事者が必要な情報や支援が受けやすい。パッチワークファミリーと呼ばれることもある。

## ステップファミリーが抱える問題
家族の中の立ち位置によりさまざまなストレスがあるが、特に大きいのは「継父」もしくは「継母」という立場のストレス。もちろん実親側、継子側にもストレスがあり、それぞれが1つの家族の中で共感できない思いを抱えながら歩みよりをしていこうとしている。
- 継子（相手の連れ子）を愛せない
- 継子の実親やその親戚との関わりに悩む
- 2つの家族の生活習慣の違いにとまどう
- パートナーとの子供の躾の価値観の違いにとまどう
- 実の親になろうとして頑張りすぎてしまう
- 周りに理解されない
- 周りにどう説明したらいいのかわからずにカミングアウトできない
- 相手の子どもとの養子縁組をどうするか？
- 親や親戚との関わり
- 継子とうまく関わっていくには
- パートナーに理解されない
- 家族がまとまらない
- 急に大家族になって家事や育児の負担にとまどう

## ステップファミリーを取り扱った作品

### 漫画
- SPY×FAMILY（2019年より、『少年ジャンプ+』）
- 義母と娘のブルース（ぶんか社、『主任がゆく!スペシャル』） - 2018年7月期にTBSテレビ系で連続ドラマ

### テレビドラマ
- うちはステップファミリー（2005年、TBS）
- OUR HOUSE（2016年、フジテレビ）
- 芋たこなんきん（2006年、NHK連続テレビ小説）

### 小説
- そして、バトンは渡された（2018年2月、文藝春秋） - 2021年10月29日公開、ワーナー・ブラザース映画

### 舞台
- サウンド・オブ・ミュージック（1959年、ブロードウェイ・ミュージカル）

## 関連書籍
- 「子連れ再婚を考えたときに読む本　新川てるえ　」（太郎次郎社エディタス）
- 「継母ですが？もうひとつのシンデレラストーリー」本間千恵子・新川てるえ（エンターブレイン、ISBN 978-4047291775、2013年9月27日発売）
- 「子連れ恋愛がハッピーエンドになる本」新川てるえ（PHP)
- 「子連れ恋愛と再婚、幸せのためのサポートブック」NPO法人M-STEP
- 「日本の子連れ再婚家庭: 再婚して幸せですか？〜第２弾〜 (M-STEPBOOKS)」NPO法人M-STEP 平田えり新川てるえ
- 「Q＆Aステップファミリーの基礎知識」野沢慎二　茨木尚子（日本加除出版）
- 「ステップキンと7つの家族」ペギーランプキン（太郎次郎社エディタス）
- 「ステップファミリーをいかに生きはぐくむかーうまくいくこと、いかないこと」（パトリシアペーパーナウ）

## 支援団体
NPO法人M-STEP
NPO法人M-STEPオンラインカウンセリング

## 専門家
新川てるえ（作家・家庭問題カウンセラー）
平田えり（NPO法人M-STEP理事長・家庭問題カウンセラー）
高野さとみ（NPO法人M-STEP認定カウンセラー）
新津ゆかこ（NPO法人M-STEP認定カウンセラー）
望月ゆき（NPO法人M-STEP認定カウンセラー）